# تاتا نانو
سيارة تاتا نانو هي سيارة مدينة ذات دفع خلفي بسعة أربعة ركاب صنعتها شركة تاتا للسيارات مستهدفة بشكل أساسي السوق الهندي. تتميز السيارة بأنها اقتصادية في الوقود لدرجة كبيرة، حيث تقطع قريبا من 26 كم/لتر على الطرق السريعة وحوالي 22 كم/لتر في المدينة. عُرضت لأول مرة في معرض السيارات التاسع بتاريخ 10-1-2008 في براجاتي مايدن في نيودلهي، الهند. وقد انطلقت تجاريا في 23-3-2009 بفترة حجز من 9-4 إلى 25-4، وقد زادت عدد الحجوزات على 200,000 حجز. مبيعات السيارة ستبدأ في شهر 7 2009، بسعر ابتدائي قدره 115,000 روبية، والذي يعادل 2.000 $ تقريبا. هذا السعر أرخص من ماروتي 800، التي تعد منافسها الرئيسي، وثاني أرخص سيارة هندية بسعر 184,641 روبية. أرادت شركة تاتا إنتاج أرخص سيارة في العالم، رغبة في الوصول إلى سعر 100,000 روبية (ما يعادل ألفي دولار بحسب سعر الصرف في شهر 6 - 2009)

## تاريخ
بعد أن أطلقت شركة تاتا شاحنة الآس منخفضة التكلفة بنجاح في عام 2005، بدأت شركة تاتا موتورز بإنتاج سيارات بأسعار معقولة من شأنها أن تروق لكثير من الهنود الذين يقودون الدراجات النارية. تقليل كمية الصلب المستخدمة في تصنيع هذه السيارة، والاعتماد على التكلفة المنخفضة للعمالة الهندية، فضلا عن مفهوم التصميم الجديد المسمى بالهندسة المقتصدة.
وكانت «الهندسة المقتصدة» وهي مصطلح أُطلق في عام 2006 من قبل الرئيس التنفيذي لرينو كارلوس غصن لوصف عملية تصميم تاتا نانو. وقد تم تصميم هذا النوع من التصاميم لتناسب أولئك الموجودين في أسف الهرم الشرائي. ومع ذلك، «دراسة حول تصورات المستهلكين والتوقعات لتاتا نانو» يظهر أن من بالجزء السفلي من الهرم ليسوا على دراية بما سيحصلون عليه عند اقنتائهم سيارة نانو تاتا. في حين أن نانو كانت عبارة عن خلاصة لجهد عالمي حقيقي.

## النماذج
اٍبّان طرح التاتا نانو في الأسواق الهنديّة تم تجهيز ثلاثة نماذج للسيارة:
1. Tata Nano Std: تاتا نانو Std بيعت بسعر 142.000 روبية مع اٍمكانية للاختيار من بين ثلاثة ألوان، وتحتوي مقاعد مزدوجة من الفينيل، ومقعد خلفي قابل للطي، وهذا النموذج هو الأساسي لتاتا نانو، التي تقدم الآن مع مرآة للرؤية الخلفية، والمصابيح الأمامية، اٍطارات لاأنبوبية، والفرامل معززة، وثلاثة خيارات ملونة: أحمر غامق، أزرق سماوي، وأبيض هادئ.
2. Tata Nano CX : تاتا نانو CX تُباع بسعر 171,000 روبية مع ستة خيارات من الألوان ومكيف هواء ومقعدين وفرامل معززة والمقعد الخلفي قابل للطي لوقت القيلولة. هذا هو البديل منتصف تاتا نانو عرضت مع إضافة من خمسة ألوان، الأحمر الغامق، النيون، الأبيض الهادئ، الفضي، إلى جانب البرتقالي والذهبي. تمت اٍضافة المرايا الخارجية على جانب السائق والراكب وخاصية تكييف الهواء بالاٍضافة اٍلى نظام تدفئة، المقاعد الخلفية القابلة للطي والفرامل معززة هي الميزات الجديدة المضافة. تاتا نانو Std

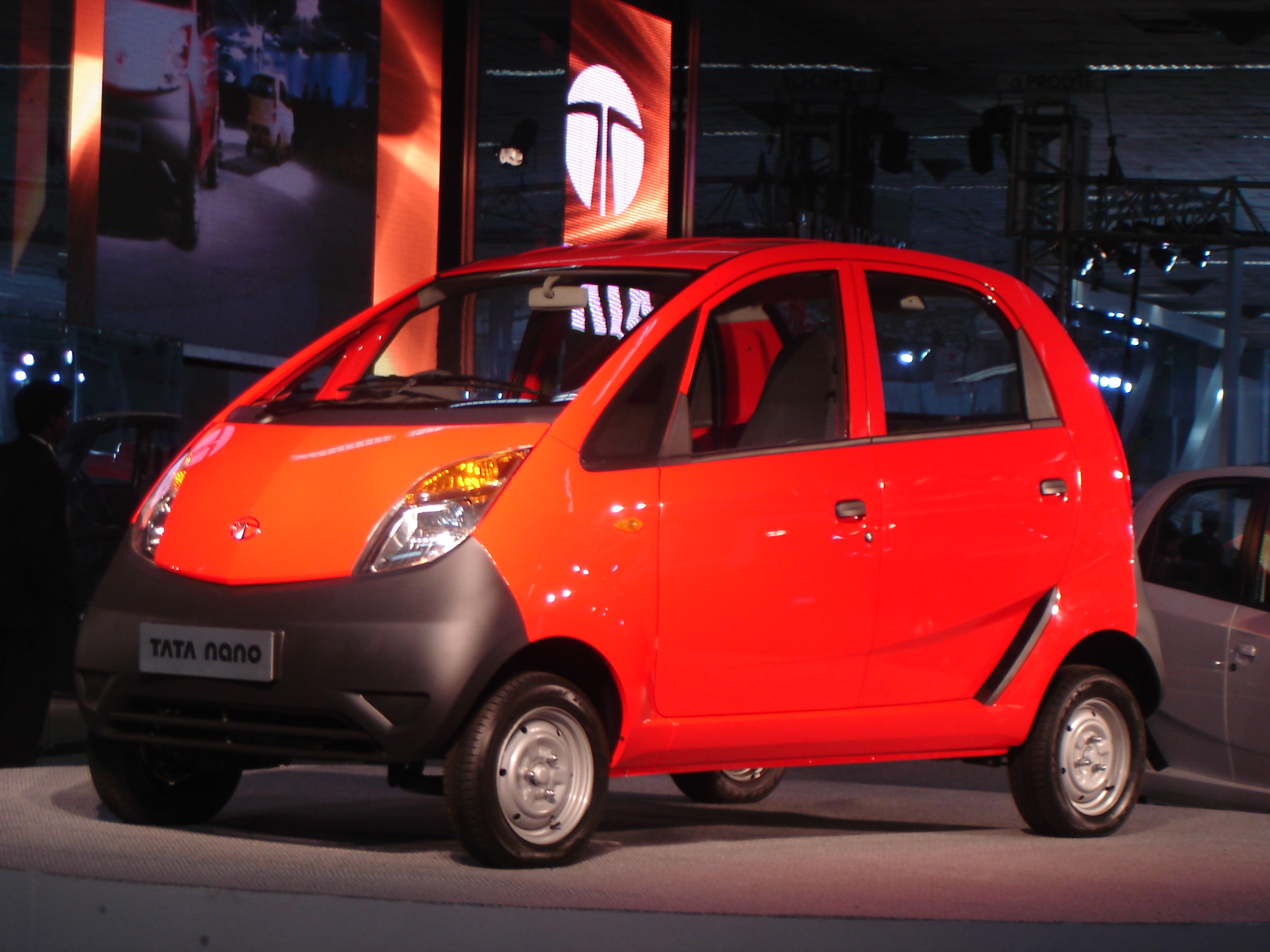
تاتا نانو Std

3. Tata Nano LX: تاتا نانو LX تُباع بسعر 195000 روبية، ويضم هذا النموذج كافة المميزات التي يعرضها نموذج Cx بالإضافة إلى مقاعد قماشية باللون البيج، أبواب باللون البيج، لوحة أجهزة القياس باللون البيج، قفل مركزي، مصدّات بلون الهيكل الخارجي، ومصابيح الضباب، وعداد، وحامل كأس، عجلة القيادة ثلاثية الأضلاع، مع توفّر اٍمكانات تدعم شحن الهاتف.[5]

### أوروبا
عُرضت أول نسخة صدّرت من سيارات النانو أول مرة في معرض جنيف للسيارات عام 2009 اٍلّا أنها لم تُعرض للبيع آنذاك، وتم تحديث النموذج ليرتقي لمعايير الاتحاد الأوروبي في السلامة والاٍنبعاثات، السيارة لديها عدد من التحسينات زيادةً على نموذج النانو الأساسي، بما في ذلك قاعدة عجلات ممتدة، ومحرك 3 أسطوانات، نظام التوجيه آلي، ونظام كبح مانع للانغلاق (ABS), وستكون نانو الأوروبية أكثر تكلفة، وأثقل، وأقل كفاءة في استهلاك الوقود من نانو القياسية، حيث يبلغ سعرها 6000 دولار أمريكي.

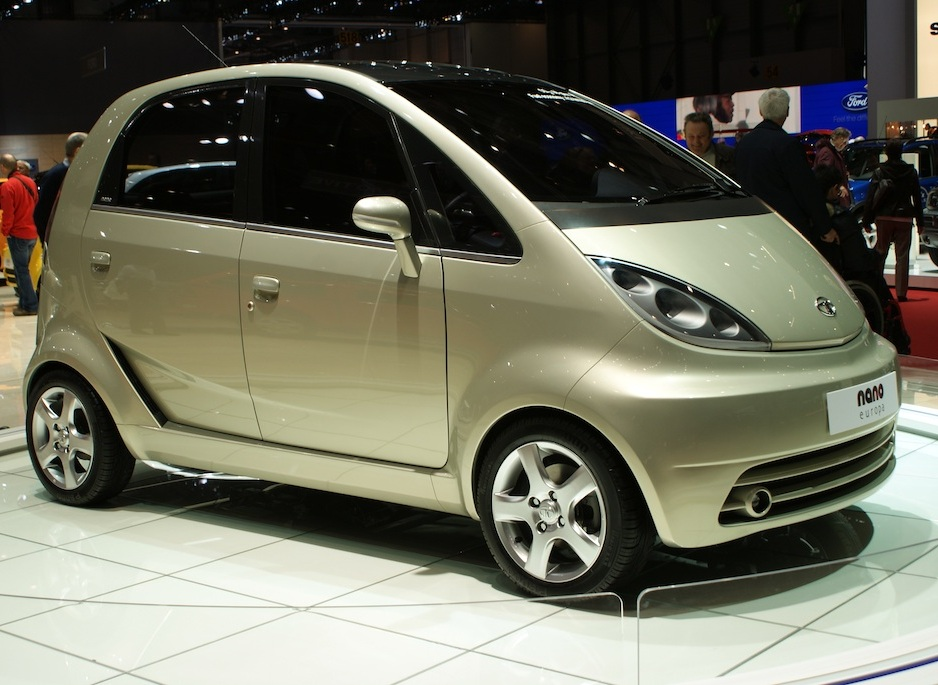
تاتا نانو الأوروبية

### التصدير
بدأ تصدير سيارات النانو اٍلى البلدان النامية سنة 2011, اٍلّا أنّ النُّسخة التي يتم تصديرها تختلف عن تلك التي تباع في الهند.

## الآثار
أثرت سيارات نانو على سوق السيارات المستعملة في الهند، حيث اختار بعض الهنود شراء نانو رخيصة الثمن بدلاً من سيارة مستعملة، كما وأثرت النانو على سوق السيارات الجديدة، فقد تراجعت مبيعات السيارات الجديدة من طراز ماروتي 800 التي تعد السيارة ثاني أرخص سيارة في الهند بنسبة 20٪ ومبيعات النماذج المستخدمة انخفضت بنسبة 30٪ قبيل طرح النانو في الأسواق.

## المخاوف
أثارت تدابير تخفيض تكلفة التصميم والذي لم يثبت جدارته بعد بعض المخاوف:
1. قدرة التاتا نانو على صعود المنحدرات والهبوط: نظراّ لأن قاعدة العجلات قصيرة والسيارة مرتفعة عن الأرض بالمقارنة بنظيراتها والمحرك أقل تعقيداً وناقل الحركة أرخص ثمناَ زاد تركيز الوزن على الجزء الخلفي، الأمر قد يهدد أمن القيادة على المنحدرات والتلال.
2. قوة المحرك: أثار محرك 624cc المخاوف من عدم كفاية الطاقة لسيارة الأربع ركاب بالاٍضافة اٍلى السرعة القصوى في محرك أربع سرعات، وهذا يجعلنا نتساءل عن اٍمكانية استخدام السيارة على الطرق السريعة أو في الرحلات الطويلة،
3. الأمان (حدوث حريق): وضع المحرك في الجزء الخلفي بحيث تخرج الانبعاثات من الفتحة الخلفية يقلل من دخول الهواء لتبريد المحرك، بالاٍضافة إلى وجود قطع من البلاستيك أو البوليمر كجزء من استرتيجية خفض التكاليف أثارت قلق المنتجين قبل طرح السيارة في الأسواق، وقد تم التبليغ عن حدوث اشتعال في النانو مما دفع المصممين لاٍضافة أدوات تعزز أمان السيارة ووفقاً لشركة تاتا السيارة آمنة تماماً.
4. الأمان (الحوادث والتصادمات): اٍن هيكل النانو مصنّعُ من مواد خفيفة الوزن لخفض وزن السيارة لتتلائم مع طاقة المحرك المنخفضة مما اثار القلق بخصوص سلامة الركاب حال حدوث تصادمات أو حوادث حيث أن هيكل السيارة قد لا يحتملها.

## الجوائز
1. منحتها Business Standard Motoring Indian لقب سيارة العام سنة 2010
2. منحتها Bloomberg UTV-Autocar لقب سيارة العام سنة 2010
3. حازت المركز الأول في جائزة إديسون Edison Awards عن فئة وسائل النقل سنة 2010
4. جائزة التصميم الجيد Good Design Awards سنة 2010[5]